# 頓河-窩瓦河專員轄區
頓河-窩瓦河專員轄區，是纳粹德国的一个理论上的專員辖区，此專員辖区是在德国计划占领苏联领土中的早期阶段之中进行了讨论和计划，也是其他几个计划的帝国專員辖区之一。 在德国的备忘录中，它被称为“Dongebiet”（意为“顿河领土”）。
專員辖区的领土大约从亚速海一直延伸到伏尔加德意志共和国，这是一个由没有任何自然边界、没有经济统一性、没有统一民族的地区所组成的專員辖区。 其预定的首都是顿河畔罗斯托夫。 迪特里希·克拉格斯被提名为新專員辖区的國家專員。
尽管最初为德国占领后的苏联领土设想了五个專員辖区来控制，但由于頓河-窩瓦河專員轄區没有具体的政治目标和其设立之目的，并且由于纳粹德国当局在1941年5月下半月决定将在东部建立的总督辖区的数量限制在四个，所以其计划最终被放弃。 在罗森伯格的建议下，其领土被划分为乌克兰專員辖区和高加索專員辖区，并被阿道夫·希特勒接受。其他资料显示，最终计划的领土面积为55.000平方公里，包括后来可能被并入乌克兰專員辖区的领土，也包括罗斯托夫、沃罗涅日和萨拉托夫的辖区。

## 引用文献
1. 1 2 3 4  Kay, Alex J. (2006). Exploitation, Resettlement, Mass Murder: Political and Economic Planning for German Occupation Policy in the Soviet Union, 1940-1941,  p. 185 （页面存档备份，存于）. Berghahn Books.
2. 1 2 3  (German) Dallin, Alexander (1958). Deutsche Herrschaft in Russland, 1941-1945: Eine Studie über Besatzungspolitik, pp. 64-65. Droste Verlag GmbH, Düsseldorf.
3. ↑  Kay (2006), p. 78 （页面存档备份，存于）.
4. ↑  Kosyk, Volodymyr (1993). The Third Reich and Ukraine. P. Lang.